# Mandrare
Mandrare – rzeka w południowej części Madagaskaru, w prowincji Toliara. Uchodzi do Oceanu Indyjskiego.